# Баскетболист года конференции Colonial Athletic Association
Баскетболист года конференции Colonial Athletic Association (англ. Colonial Athletic Association Men's Basketball Player of the Year) — ежегодная баскетбольная награда, которая вручается по результатам голосования лучшему баскетболисту среди студентов конференции Colonial Athletic Association (CAA), входящей в 1-й дивизион NCAA. Голосование проводится среди главных тренеров команд, входящих в конференцию (на данный момент их десять), к тому же свои голоса тренеры подают после окончания регулярного чемпионата, но перед стартом турнира плей-офф, то есть в начале марта, причём они не могут голосовать за своих собственных игроков. Эта награда была учреждена и впервые вручена Дэну Руленду из университета Джеймса Мэдисона и Карлосу Йейтсу из университета Джорджа Мейсона в сезоне 1982/83 годов.
Конференция официально начала свою деятельность в 1979 году, тогда в неё входило десять команд, которая сначала называлась Eastern College Athletic Conference (ECAC South), но в 1985 году за счёт расширения другими видами спорта получила своё теперешнее название. С течением времени, при образовании новых университетов, количество команд в конференции увеличилось до четырнадцати (на данный момент их двадцать). В 2013 году конференцию покинули сразу семь команд, а на смену им пришли три. В 2014 году количество команд в конференции увеличилось до двадцати одной, за счёт присоединения команд Элонского и Фэрфилдского университетов и перехода в другую конференцию команды университета штата Пенсильвания.
Девять игроков: Дэвид Робинсон, Стив Худ, Оделл Ходж, Джордж Эванс, Бретт Близзард, Эрик Мэйнор, Чарльз Дженкинс, Джастин Райт-Форман и Аарон Эстрада получали эту награду по несколько раз, причём Робинсон и Эванс получали её трижды. Лишь один раз обладателями этой премии становились два игрока (1983). Чаще других обладателями данного приза становились баскетболисты университета Хофстра (9 раз), университета Джорджа Мейсона (6 раз), университета Старого Доминиона, университета Содружества Виргинии и университета Джеймса Мэдисона (по 4 раза).

## Легенда
|           | Сообладатели награды |
| *         | Становились лауреатами Приза Джеймса Нейсмита (1969—) или Приза Джона Вудена (1977—), либо признавались баскетболистом года среди студентов по версии UPI (1955—1996) или Helms Foundation (1905—1979) |
| Игрок (X) | Количество титулов |

## Победители
| Сезон   | Игрок                   | Фото | Университет                                 | Позиция                                     | Год обучения | Примечания |
| ------- | ----------------------- | ---- | ------------------------------------------- | ------------------------------------------- | ------------ | ---------- |
| 1982/83 | Дэн Руленд              |      | Университет Джеймса Мэдисона                | Центровой                                   | Четвёртый    | [ 1 ]      |
| 1982/83 | Карлос Йейтс            |      | Университет Джорджа Мейсона                 | Лёгкий форвард                              | Второй       | [ 1 ]      |
| 1983/84 | Джонни Ньюмен           |      | Ричмондский университет                     | Лёгкий форвард / Атакующий защитник         | Второй       | [ 1 ]      |
| 1984/85 | Дэвид Робинсон          |      | Военно-морская академия США                 | Центровой                                   | Второй       | [ 2 ]      |
| 1985/86 | Дэвид Робинсон (2)      |      | Военно-морская академия США                 | Центровой                                   | Третий       | [ 2 ]      |
| 1986/87 | Дэвид Робинсон (3)      |      | Военно-морская академия США                 | Центровой                                   | Четвёртый    | [ 2 ]      |
| 1987/88 | Кенни Сандерс           |      | Университет Джорджа Мейсона                 | Лёгкий форвард                              | Третий       | [ 1 ]      |
| 1988/89 | Блю Эдвардс             |      | Восточно-Каролинский университет            | Лёгкий форвард / Атакующий защитник         | Четвёртый    | [ 1 ]      |
| 1989/90 | Стив Худ                |      | Университет Джеймса Мэдисона                | Атакующий защитник                          | Третий       | [ 1 ]      |
| 1990/91 | Стив Худ (2)            |      | Университет Джеймса Мэдисона                | Атакующий защитник                          | Четвёртый    | [ 1 ]      |
| 1991/92 | Кёртис Блэр             |      | Ричмондский университет                     | Атакующий защитник                          | Четвёртый    | [ 1 ]      |
| 1992/93 | Брайан Гилгеус          |      | Американский университет                    | Лёгкий форвард / Атакующий защитник         | Четвёртый    | [ 1 ]      |
| 1993/94 | Оделл Ходж              |      | Университет Старого Доминиона               | Тяжёлый форвард / Центровой                 | Второй       | [ 1 ]      |
| 1994/95 | Пити Сессомс            |      | Университет Старого Доминиона               | Лёгкий форвард                              | Четвёртый    | [ 1 ]      |
| 1995/96 | Бернард Хопкинс         |      | Университет Содружества Виргинии            | Лёгкий форвард / Тяжёлый форвард            | Четвёртый    | [ 1 ]      |
| 1996/97 | Оделл Ходж (2)          |      | Университет Старого Доминиона               | Тяжёлый форвард / Центровой                 | Четвёртый    | [ 1 ]      |
| 1997/98 | Джэрод Стивенсон        |      | Ричмондский университет                     | Лёгкий форвард                              | Четвёртый    | [ 1 ]      |
| 1998/99 | Джордж Эванс            |      | Университет Джорджа Мейсона                 | Тяжёлый форвард / Центровой                 | Второй       | [ 3 ]      |
| 1999/00 | Джордж Эванс (2)        |      | Университет Джорджа Мейсона                 | Тяжёлый форвард / Центровой                 | Третий       | [ 3 ]      |
| 2000/01 | Джордж Эванс (3)        |      | Университет Джорджа Мейсона                 | Тяжёлый форвард / Центровой                 | Четвёртый    | [ 3 ]      |
| 2001/02 | Бретт Близзард          |      | Университет Северной Каролины в Уилмингтоне | Атакующий защитник                          | Третий       | [ 4 ]      |
| 2002/03 | Бретт Близзард (2)      |      | Университет Северной Каролины в Уилмингтоне | Атакующий защитник                          | Четвёртый    | [ 4 ]      |
| 2003/04 | Домоник Джонс           |      | Университет Содружества Виргинии            | Разыгрывающий защитник / Атакующий защитник | Четвёртый    | [ 5 ]      |
| 2004/05 | Алекс Лоутон            |      | Университет Старого Доминиона               | Тяжёлый форвард / Центровой                 | Третий       | [ 6 ]      |
| 2005/06 | Хосе Хуан Бареа         |      | Северо-Восточный университет                | Разыгрывающий защитник                      | Четвёртый    | [ 7 ]      |
| 2006/07 | Лорен Стоукс            |      | Университет Хофстра                         | Атакующий защитник / Разыгрывающий защитник | Четвёртый    | [ 8 ]      |
| 2007/08 | Эрик Мэйнор             |      | Университет Содружества Виргинии            | Разыгрывающий защитник / Атакующий защитник | Третий       | [ 9 ]      |
| 2008/09 | Эрик Мэйнор (2)         |      | Университет Содружества Виргинии            | Разыгрывающий защитник / Атакующий защитник | Четвёртый    | [ 10 ]     |
| 2009/10 | Чарльз Дженкинс         |      | Университет Хофстра                         | Разыгрывающий защитник / Атакующий защитник | Третий       | [ 11 ]     |
| 2010/11 | Чарльз Дженкинс (2)     |      | Университет Хофстра                         | Разыгрывающий защитник / Атакующий защитник | Четвёртый    | [ 12 ]     |
| 2011/12 | Райан Пирсон            |      | Университет Джорджа Мейсона                 | Лёгкий форвард                              | Четвёртый    | [ 13 ]     |
| 2012/13 | Джеррелл Бенимон        |      | Университет Таусона                         | Тяжёлый форвард                             | Третий       | [ 14 ]     |
| 2013/14 | Джеррелл Бенимон (2)    |      | Университет Таусона                         | Тяжёлый форвард                             | Четвёртый    | [ 15 ]     |
| 2014/15 | Маркус Торнтон          |      | Колледж Вильгельма и Марии                  | Атакующий защитник                          | Четвёртый    | [ 16 ]     |
| 2015/16 | Джуанай Грин            |      | Университет Хофстра                         | Атакующий защитник                          | Четвёртый    | [ 17 ]     |
| 2016/17 | Ти Джей Уильямс         |      | Северо-Восточный университет                | Разыгрывающий защитник                      | Четвёртый    | [ 18 ]     |
| 2017/18 | Джастин Райт-Форман     |      | Университет Хофстра                         | Разыгрывающий защитник                      | Третий       | [ 19 ]     |
| 2018/19 | Джастин Райт-Форман (2) |      | Университет Хофстра                         | Разыгрывающий защитник                      | Четвёртый    | [ 20 ]     |
| 2019/20 | Натан Найт              |      | Колледж Вильгельма и Марии                  | Тяжёлый форвард                             | Четвёртый    | [ 21 ]     |
| 2020/21 | Мэтт Льюис              |      | Университет Джеймса Мэдисона                | Атакующий защитник                          | Четвёртый    | [ 22 ]     |
| 2021/22 | Аарон Эстрада           |      | Университет Хофстра                         | Разыгрывающий защитник / Атакующий защитник | Третий       | [ 23 ]     |
| 2022/23 | Аарон Эстрада (2)       |      | Университет Хофстра                         | Разыгрывающий защитник / Атакующий защитник | Четвёртый    | [ 24 ]     |
| 2023/24 | Тайлер Томас            |      | Университет Хофстра                         | Атакующий защитник                          | Пятый        | [ 25 ]     |
| 2024/25 | Тайлер Теджада          |      | Таусонский университет                      | Атакующий защитник                          | Второй       | [ 26 ]     |